# Desmiphora lateralis
Desmiphora lateralis là một loài bọ cánh cứng trong họ Cerambycidae.